# Прокофьев, Архип Прокофьевич
Архип Прокофьевич Прокофьев (1895—1939) — корпусной комиссар Рабоче-крестьянской Красной Армии, участник Гражданской войны, дважды Краснознамёнец (1921, 1921). Корпусной комиссар (20.11.1935).

## Биография
Архип Прокофьев родился в 1895 году в деревне Крючково Опочецкого уезда Псковской губернии в рабочей семье. После окончания сельской школы проживал и работал сначала в Выборге, затем в Санкт-Петербурге. Занимался профсоюзной работой, руководил районным союзом кожевников. После Февральской революции Прокофьев был сначала заместителем председателя, а затем и председателем Московско-Нарвского районного Совета рабочих и солдатских депутатов. В августе 1918 года пошёл на службу в Рабоче-крестьянскую Красную Армию. Участвовал в боях Гражданской войны, будучи военным комиссаром эскадрона, полка, 18-й бригады 6-й стрелковой дивизии.
Неоднократно отличался в боях. Так, во время боёв под Островом 20 августа 1920 года Прокофьев, находясь на передовой, увлекал за собой бойцов и командиров, благодаря чему боевая задача была успешно выполнена. Приказом Революционного Военного Совета Республики № 201 от 12 июня 1921 года военный комиссар бригады Архип Прокофьев был награждён орденом Красного Знамени РСФСР. За новые подвиги во время отхода красных войск из-под Варшавы в сентябре 1920 года Приказом Революционного Военного Совета Республики № 353 от 31 декабря 1921 года военный комиссар бригады Архип Прокофьев вторично был награждён орденом Красного Знамени РСФСР.
После окончания Гражданской войны Прокофьев продолжил службу в Рабоче-крестьянской Красной Армии, находился на высоких партийно-политических должностях. В 1925 году он окончил военно-политическое отделение курсов усовершенствования командного состава при Военной академии РККА имени М. В. Фрунзе, затем курсы марксизма-ленинизма при Коммунистической академии. В июне 1937 года Прокофьев был направлен на службу в Монгольскую Народную Республику военным комиссаром 57-го стрелкового корпуса. В декабре 1937 года отозван в Москву, жил в гостинице «Москва».
25 января 1938 года Прокофьев был арестован органами НКВД СССР. 9 мая 1939 года Военная коллегия Верховного Суда СССР приговорила его к высшей мере наказания — расстрелу. Приговор был приведён в исполнение 2 июня того же года, прах Прокофьев захоронен на Донском кладбище Москвы.
Решением Военной коллегии Верховного Суда СССР от 18 июля 1956 года Архип Прокофьев был посмертно реабилитирован.